# 라지브 간디
라지브 간디(힌디어: राजीव गांधी, 영어: Rajiv Gandhi, 1944년 8월 20일 ~ 1991년 5월 21일)는 인도의 정치인으로 인도의 6대 총리 (1984년~1989년)를 지냈다.
자신의 모친 인디라 간디의 암살 사건 후, 라지브 간디는 40세의 나이에 인도의 최연소 총리가 되었다.  1991년 라지브 간디는 선거를 위한 운동을 벌인 동안 암살 되었다.  사후 그는 인도 정부에 의하여 바라트 라트나가 수여되었다.

## 어린 시절과 교육

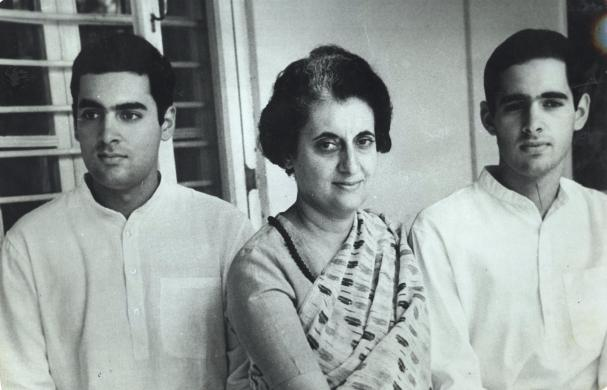
라지브, 모친 인디라 간디와 동생 산자이 간디 (1970년)

라지브 라트나 간디는 봄베이 (오늘날 뭄바이)에서 인디라 간디와 페로제 간디에게 태어났다.  1951년 라지브와 그의 동생 산자이는 시브 니케탄 학교에 입학하였다.  1954년 라지브 간디는 데라둔에 있는 웰험 남자 학교에 입학했다가 데라둔 둔 학교로 이적하였다.  1961년 라지브는 A-레블을 수학하러 런던으로 떠났다.
1962년 라지브 간디는 공학을 전공하러 트리니티 칼리지에 입학했으나 학위를 취득하지 않았다.  1966년 그는 임페리얼 칼리지 런던에 입학했지만 기계 공학에서 과정을 완료하지 않았다.
1966년 인도로 귀국하자 동년에 모친 인디라 간디는 인도의 첫 여성 총리가 되었다.  그는 델리에서 비행 클럽에 가입하여 비행사로 훈련을 받았다.  1970년 라지브 간디는 에어 인디아에 비행사로서 고용되었다.

## 개인 생활
1968년 라지브 간디는 이탈리아 출신의 에드비제 안토니아 알비나 마이노에게 결혼하였다.  안토니아 마이노는 그녀의 이름을 소냐 간디로 바꾸고 인도를 그녀의 집으로 선택하였다.  1970년 부부는 아들 라훌 간디를, 2년 후에 딸 프리양카 간디를 두었다.

## 정치 경력
1980년 6월 23일 자신의 동생 산자이가 비행기 추락 사고로 사망한 후, 라지브 간디는 런던으로부터 델리로 돌아와 동생의 시신을 화장하였다.  산자이의 사후, 70명의 인도 국민회의 당원들이 인디라 간디에게 가서 제안서에 서명하고 라지브 간디에게 정계 입문하는 것을 권유하였다.  인디라 간디는 그들에게 결정이 라지브 간디에게 달려있다고 말했다.  라지브 간디가 똑같은 것에 의문되었을 때 그는 만약 그것이 자신의 모친에게 도움이 된다면 자신이 정계 입문할 것이라고 답하였다.  1981년 2월 16일 라지브 간디는 정계 입문하여 델리에서 집회를 연설하였다.  이때 그는 아직도 에어 인디아에 근무하였다.
그해 5월 4일 인도 전국 의회 위원회의 회의에서 바산트다다 파틸은 라지브를 아메티의 선거권자를 위한 후보로서 제안하였다.  회의의 전체 회원들은 제안을 받아들이고 1주 후에 그의 후보직은 인도 국민회의에 의하여 공식적으로 발표되었다.  발표 후에 라지브 간디는 당원비를 지불하고 자신의 지명을 제출하는 데 술탄푸르로 날아갔다.  라지브 간디는 2,37,000표에 의하여 로크달 후보 샤라드 야다브를 꺾어 8월 17일 의원으로서 선서하였다.
자신의 첫 정치 견학에 라지브 간디는 잉글랜드로 가서 찰스와 다이애나 스펜서의 결혼식에 참석하였다.  12월에 라지브 간디는 인도 청년회의의 일을 맡게 되었다.  그는 다른 32명의 회원들과 더불어 1982년 아시안 게임의 결성 위원회의 회원이 되었다.
1984년 10월 31일 인디라 간디가 그녀의 시크교도 경호원들에 의하여 암살되었다.  그녀의 암살 사건이 일어난지 19일 후에 라지브 간디는 집회를 열어 "인디라지의 살해에 이어 국가에서 어떤 폭동들이 일어났다.  우리는 국민들이 매우 화가 났던 것을 알며 며칠간 인도가 흔들리는 것 같았다.  그러나 큰 나무가 쓰러질 때 주변의 지구가 약간 흔들리는 것은 자연스러운 일이다."고 연설하였다.

## 총리 재임

백악관에서 로널드 레이건 대통령 부부와 함께 한 라지브 간디 부부 (1985년)

자신의 모친 인디라 간디의 암살 사건 후, 라지브 간디는 인도의 총리로서 그녀를 계승하는 데 부타 싱과 자일 싱 대통령에 의하여 압박을 받았다.
총리직에 가입한 후, 라지브 간디는 자일 싱 대통령에게 로크 사바가 5년 기간을 완료하면서 새로운 선거를 치르는 것을 의문하였다.  라지브 간디는 공식적으로 인도 국민회의의 회장이 되었고 인도 의회 역사상 가장 큰 다수를 이겼다.  12월 31일 40세의 나이에 라지브 간디는 최연소 인도의 총리가 되었다.
인도의 6대 총리가 된 후, 라지브 간디는 자신의 14명의 일원 내각을 임명하였다.  그는 재무장관 프라나브 무크헤르지와 철도장관 A. B. A. 가니 칸 초드리를 둘다 자신의 기대들을 만나지 않으면서 제거하였다.  그는 철도장관으로서 모흐시나 기드와이를 임명하였다.  그녀는 라지브 간디 내각에서 단 한명의 여성이었다.  P. V. 나라심하 라오는 국방장관으로, 그리고 비슈와나트 프라탑 싱은 재무장관으로 임명되었으나 1987년 국방장관으로 임명되었다.
1985년 총리로서 라지브 간디는 탈주 방지법을 통과시켰다.  법률은 선출된 국회 의원 혹은 입법적 국회가 다음 선거가 열릴 때까지 야당에 입당할 수 없다는 것을 진술하였다.
1985년 인도 대법원은 무슬림 이혼녀 샤 바노의 호의에 다스리면서 그녀의 전 남편이 그녀에게 위자료를 주어야 한다고 명령하였다.  인도의 무슬림들은 대법원에 의한 이 판결을 널리 비판하였다.  1986년 국회는 그해의 무슬림 여성 (이혼 소송 보호) 행위를 통과시켰다.  법률은 샤 바노의 사건에 대한 대법원의 판결을 무효로 하였다.  행위는 이혼한 여성들에게 위자료는 이슬람교 법률에 따라 이혼한 후 90일까지 잇다 기간 동안 만에 주어질 수 있다는 것을 진술하였다.
1984년 총선에서 라지브 간디는 자신의 선거 선언문에서 아무 경제 개혁을 언급하지 않았으나 책임을 맡은 후 그는 인도의 경제 성장을 증가시키는 데 회사 주택들에 보조금을 마련하였다.  1986년 라지브 간디는 인도에서 교육 프로그램들을 현대화하고 확장하는 데 국가 교육 정책을 발표하였다.  동년에 그는 농촌에서 표준 6위부터 12위까지 무료 주거 교육을 마련한 시스템 자와하르 나보다야 비드얄라야를 설립하였다.  또한 마하나가르 텔레폰 니감 리미티드는 공직 통화의 도움과 함께 전화 네트워크에 인도를 연결한 것에 설립되었다.
1986년 세이셸의 프랑스알베르 르네 대통령은 라지브 간디가 동의한 것으로 르네에 대항하려고 시도된 쿠데타에 반대하는 데 세이셸로 인도 해군을 보내는 것을 라지브 간디에게 요청하였다.  이 임무는 작전 꽃이 피다로 알려졌고 쿠대타는 인도 해군의 중재 후 회피되었다.

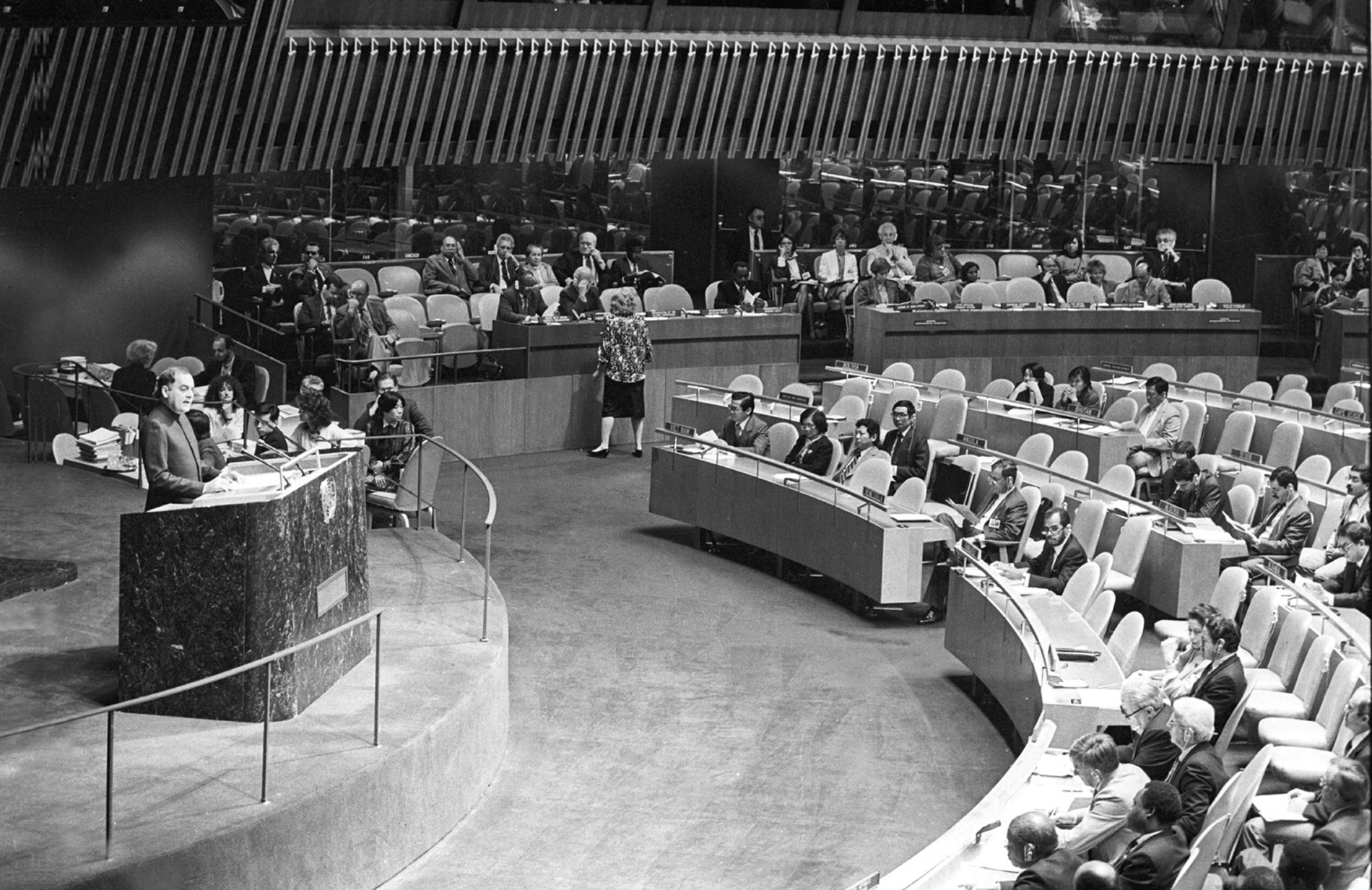
1988년 유엔 총회에서 군비축소에 관한 연설을 하는 라지브 간디 총리

1987년 인도는 시아첸 빙하의 분쟁의 대지에서 파키스탄으로부터 콰이드를 다시 차지하였고 작전은 라지브 작전으로 알려졌다.  1988년 몰디브의 마우문 압둘 가윰 대통령은 쿠데타를 진압하는 데 이후에 간디가 받아들여 1500명의 인도 군인들을 파견했던 도움을 청하였다.  이 일은 1988년 몰디브 쿠데타로 알려졌다.
1987년 7월 라지브 간디는 타밀어 아수의 지역들로 권력 이양을 예상한 인도-스리랑카 협정을 맺어 타밀일람 해방 호랑이를 해산하였고 타밀어는 스리랑카의 공용어가 되었다.
7월 30일 라지브 간디는 의장대 비지타 로하나에 의하여 맞았고 라지브의 빠른 반사신경은 그를 머리부상으로부터 구해주었다.  경호원은 그가 스리랑카에 입힌 피해 때문에 간디를 죽이려고 작정하였다.
라지브는 블루스타 작전으로 피고인을 석방하고 전국 시크교도 학생 연맹에 금지령을 해제하면서 1984년 시크 학살에 대해 조사를 제기하였다.  1985년 1월 아칼리달에 의한 반대에 불구하고 라지브 간디는 아칼리달의 당수 HS 롱고왈과 함께 라지브-롱고왈 협정을 맺었다.
1988년 5월 라지브 간디는 암리차르에서 무기와 총잡이를 제거하는 데 국가 안보 경비대와 특별 작전 단체의 도움과 함께 블랙 선더 작전을 발포하였다.  10일 후에 작전은 성공적이었고 펀자브주에 평화를 가져왔다.

## 암살 사건

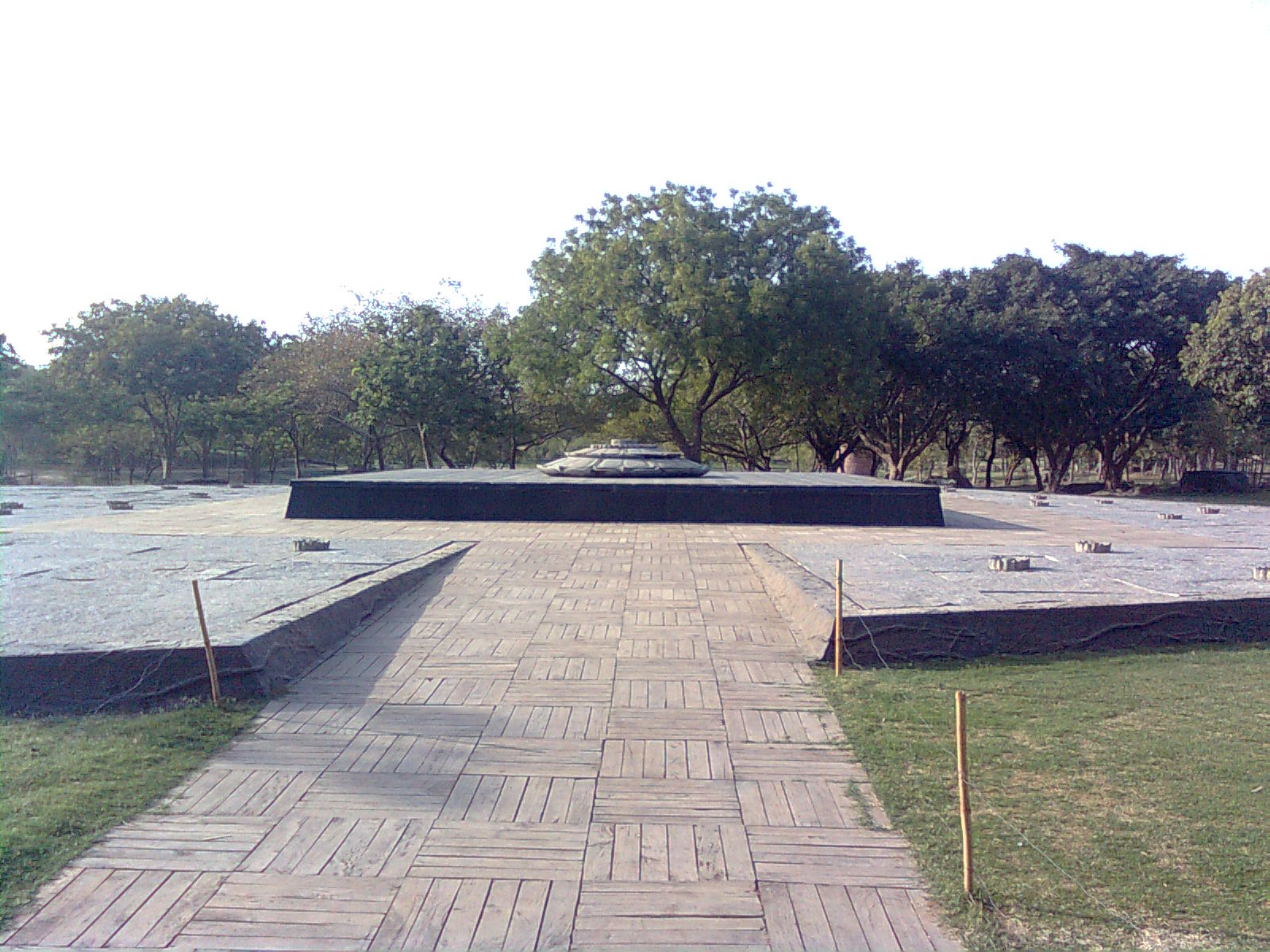
라지브 간디가 화장된 베르부미

1991년 5월 21일 라지브 간디는 자신이 암살되었던 스리페룸부두르 마을에서 자신의 마지막 공개에 참석하였다.  라지브는 당시 스리페룸부두르 로크 사바 의회 후보를 위한 선거 운동을 벌이고 있었다.  저녁 10시 경에 한 여성이 라지브 간디에게 인사를 하고 그의 발에 손을 대는 데 몸을 굽혀 그녀의 드레스 아래 700 그램의 RDX 폭발물을 넣은 벨트를 폭파시켰다.  폭발은 간디와 더불어 다른 25명을 살해하였다.
라지브 간디의 암살 사건은 폭발로 사망한 지방 카메라맨 하리바부에 의하여 찍혔으나 그의 카메라는 온전하였다.  라지브 간디의 훼손된 신체는 공수되었고 검시 해부, 재건 및 방부 처리를 위하여 델리에 있는 전인도 의과 대학으로 보내졌다.
5월 24일 생방송으로 중개된 라지브 간디를 위하여 국장이 열렸다.  장례식은 60개 이상의 국가들에서 온 고위 인사들에 의하여 참석되었다.  라지브 간디는 자신의 외조부 자와할랄 네루, 모친 인디라 간디와 동생 산자이 간디의 신전 근처에 있는 베르부미에서 화장되었다.

## 역대 선거 결과
| 선거명      | 직책명                   | 대수 | 정당          | 득표율 | 득표수    | 결과 | 당락                 |
| ----------- | ------------------------ | ---- | ------------- | ------ | --------- | ---- | -------------------- |
| 1980년 선거 | 하원의원 (아메씨 선거구) | 7대  | 인도 국민회의 | 84.18% | 258,884표 | 1위  | 아메씨 하원의원 당선 |
| 1984년 선거 | 하원의원 (아메씨 선거구) | 8대  | 인도 국민회의 | 83.67% | 365,041표 | 1위  | 아메씨 하원의원 당선 |
| 1989년 선거 | 하원의원 (아메씨 선거구) | 9대  | 인도 국민회의 | 67.43% | 271,407표 | 1위  | 아메씨 하원의원 당선 |
| 1991년 선거 | 하원의원 (아메씨 선거구) | 10대 | 인도 국민회의 | 53.23% | 187,138표 | 1위  | 아메씨 하원의원 당선 |